# Герцог де Терранова

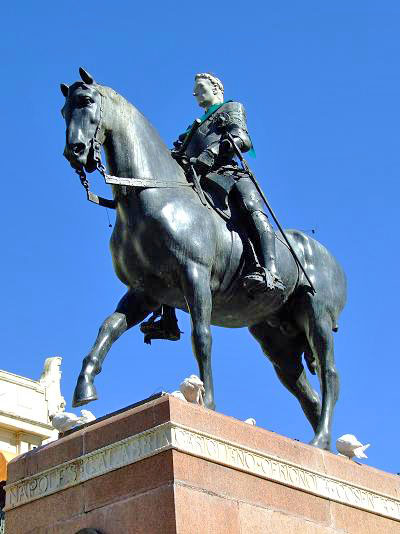
Конная статуя Гонсало де Кордовы, установленная в 1923 году в Кордове, Испания.

Герцог де Тарранова — наследственный титул Испанского королевства. Он был создан 11 апреля 1502 года королем Арагона Фердинандом Католиком для известного испанского полководца, «Великого капитана» Гонсало Фернандеса де Кордовы (1452—1515).
Название титула происходит от названия итальянского города Терранова-Саппо-Минулио, в провинции Реджо-Калабрия, регионе Калабрия.
22 июля 1893 года герцогский титул был восстановлен испанским королем Альфонсо XIII для Альфонсо Осорио де Москосо и Осорио де Москосо.

## Герцоги де Терранова (Италия)
- 1502—1515: Гонсало Фернандес де Кордова и Энрикес де Агилар (1453—1515), герцог де Терранова (1503—1515). Кроме того, герцог де Сесса, герцог де Монтальто, герцог де Сантанджело и герцог де Андрия. После смерти великого капитана в 1515 году испанский король Фердинанд Католик не разрешил его потомкам унаследовать этот титул.

- 1561—1599: Карло д’Арагона Тальявия (1530 — 25 сентября 1599), вице-король Сицилии (1566—1568, 1571—1577), вице-король Каталонии (1581—1582) и губернатор Миланского герцогства (1583—1592). Получил титул герцога де Терранова 17 августа 1561 года. Сын Джованни Тальявиа д’Арагона, 3-го графа де Кастельветрано, и Антонии де Арагона. Он унаследовал титул маркиза Терранова от своего отца, Франсиско Тальявиа Арагона, который получил титул маркиза Терранова 18 апреля 1530 года. Он носил титулы принца де Кастельветрано, маркиза де Авола и графа де Боргетто
- 1599—1605: Карло Тальявиа д’Арагона (ок. 1585—1605), сын Джованни Тальявиа д’Арагона, маркиза де Авола (ок. 1560 — ок. 1600), и Марии де Маринис, маркизы делла Фавара. Также носил титулы принца де Кастельветрано, маркиз де Авола и де Фавара, графа де Боргетто.
- 1605—1623: Джованни Тальявиа д’Арагона (ум. 1623), старший сын предыдущего и Джованны Пиньятелли. Также носил титулы принца де Кастельветрано, маркиза де Авола и де Фавара, графа де Боргетто
- 1623—1663: Диего Тальявиа д’Арагона (ок. 1590—1654), младший брат предыдущего. Он был также принцем де Кастельветрано, маркизом де Авола и де Фавара и графом де Боргетто.
- 1663—1692: Джованна д’Арагона Тальявиа Каррильо де Мендоса и Кортес (12 сентября 1619 — 7 мая 1692), единственная дочь предыдущего и Эстефании де Мендоса, маркизы дель Валье де Оахака (1595—1635). Она также носила титулы принцессы де Кательветрано, маркизы де Авола, де Фавара и дель Валье де Оахака, графини де Боргетто
- 1692—1725: Джованна д’Арагона Пиньятелли Кортес и Пиментель (6 ноября 1666 — 22 июня 1723), дочь Андреа Фабрицио  Пиньятелли д’Арагона, 5-го принца де Нойя, герцога де Монтелеоне (1644—1678), и Антонии Пиментель и Бенавидес (1646—1707), внучка предыдущей. Она также носила титулы герцогини де Монтелеон, принцессы де Кастельветрано и Нойя, маркизы де Авола, де Карониа, де Черкьяра, де Фавара и дель Валье де Оахака, графиня Боррело и де Боргетто.
- 1725—1750: Диего д’Арагона Пиньятелли Кортес (21 января 1687 — 28 ноября 1750), старший сын предыдущей и Николы Пиньятелли (1648—1730). Также носил титулы герцога де Монтелеона, принц де Кастельветрано и де Нойя, маркиза де Авола, де Карония, де Черкьяра, де Фавара и дель Валье де Оахака, граф де Боррело и де Боргетто
- 1750—1763: Фабрицио Матиа д’Арагона Пиньятелли Кортес (24 февраля 1718 — 28 сентября 1763), старший сын предыдущего и Маргариты Пиньятелли (1698—1774). Также носил титулы герцога де Монтелеона, принца де Кастельветрано и де Нойя, маркиза де Авола, де Карония, де Черкяра, де Фавара и дель Валье д Оахака, граф де Боррело и де Боргетто
- 1763—1800: Этторе Пиньятелли д’Арагона Кортес (8 сентября 1742 — 27 февраля 1800), старший сын предыдущего и Констанцы де Медичи (1717—1799). Также носил титулы герцога де Монтелеона, принца де Кастельветрано и де Нойя, маркиза де Авола, де Карония, де Черкяра, де Фавара и дель Валье д Оахака, граф де Боррело и де Боргетто
- 1800—1818: Диего Мария д’Арагона Пиньятелли Кортес (12 января 1774 — 14 января 1818), второй сын предыдущего и Анны Марии Поколомини д' Арагона, 6-й принцессы ди Валье (1748—1812). Также носил титулы герцога де Монтелеона, принца де Кастельветрано и де Нойя, маркиза де Авола, де Карония, де Черкяра, де Фавара и дель Валье д Оахака, граф де Боррело и де Боргетто
- 1818—1859: Джузеппе д’Арагона Пиньятелли Кортес (10 ноября 1795 — 25 сентября 1859), второй сын предыдущего и Марии Кармелы Караччоло (1773—1832). Также носил титулы герцога де Монтелеона, принца де Кастельветрано и де Нойя, маркиза де Авола, де Карония, де Черкяра, де Фавара и дель Валье д Оахака, граф де Боррело и де Боргетто
- 1859—1880: Диего д’Арагона Пиньятелли Кортес (26 ноября 1823 — 9 марта 1880), второй сын предыдущего и Бланки, графини Луччеси-Палли (1801—1884). Также носил титулы герцога де Монтелеона, принца де Кастельветрано и де Нойя, маркиза де Авола, де Карония, де Черкяра, де Фавара и дель Валье д Оахака, граф де Боррело и де Боргетто
- 1880—1881: Антонио д’Арагона Пиньятелли Кортес (1 апреля 1827 — 14 августа 1881), младший брат предыдущего. Также носил титулы герцога де Монтелеона, принца де Кастельветрано и де Нойя, маркиза де Авола, де Карония, де Черкяра, де Фавара и дель Валье д Оахака, граф де Боррело и де Боргетто.
- 1881—1938: Джузеппе д’Арагона Пиньятелли Кортес, известный также как Джозеф Пиньятелли Арагона и Фарделла (28 августа 1860 — 8 марта 1938), старший сын предыдущего и Марианны Фарделла (1829—1893). Также носил титулы герцога де Монтелеона, де Беллозгуардо, де Лаккония, де Джирифалько и де Орта, принца де Кастельветрано, де Нойя, де Валле Реал и де Маиды маркиза де Авола, де Карония, де Черкяра, де Фавара и дель Валье д Оахака, де Джойзы и де Монтесоро, граф де Боррело, де Боргетто и де Челано.
- 1938—1958: Антонио Пиньятелли д’Арагона и Гандара (12 декабря 1892 — 3 декабря 1958), единственный сын предыдущего и Росы де да Гандара и Пласаола (1869—1846). Также носил титулы герцога де Монтелеона, де Беллозгуардо, де Лаккония, де Джирифалько и де Орта, принца де Кастельветрано, де Нойя, де Валле Реал и де Маиды маркиза де Авола, де Карония, де Черкяра, де Фавара и дель Валье д Оахака, де Джойзы и де Монтесоро, граф де Боррело, де Боргетто и де Челано.
- 1958—1984: Джузеппе Пиньятелли д’Арагона Кортес (9 октября 1931—1984), единственный сын предыдущего и Беатрис Молиньё (род. 1906). Также носил титулы герцога де Монтелеона, де Беллозгуардо, де Лаккония, де Джирифалько и де Орта, принца де Кастельветрано, де Нойя, де Валле Реал и де Маиды маркиза де Авола, де Карония, де Черкяра, де Фавара и дель Валье д Оахака, де Джойзы и де Монтесоро, граф де Боррело, де Боргетто и де Челано.
- 1984 — настоящее время: Николо Пиньятелли д’Арагона и Ригнон (род. 22 мая 1923), второй сын принца Фабрицио Пиньятелли д’Арагона (1897—1953) и Марии Кристины Ригнон (1899—1983), внук принца Федерико Пиньятелли д’Арагона (1864—1947). Также носил титулы герцога де Монтелеона, де Беллозгуардо, де Лаккония, де Джирифалько и де Орта, принца де Кастельветрано, де Нойя, де Валле Реал и де Маиды маркиза де Авола, де Карония, де Черкяра, де Фавара и дель Валье д Оахака, де Джойзы и де Монтесоро, граф де Боррело, де Боргетто и де Челано.

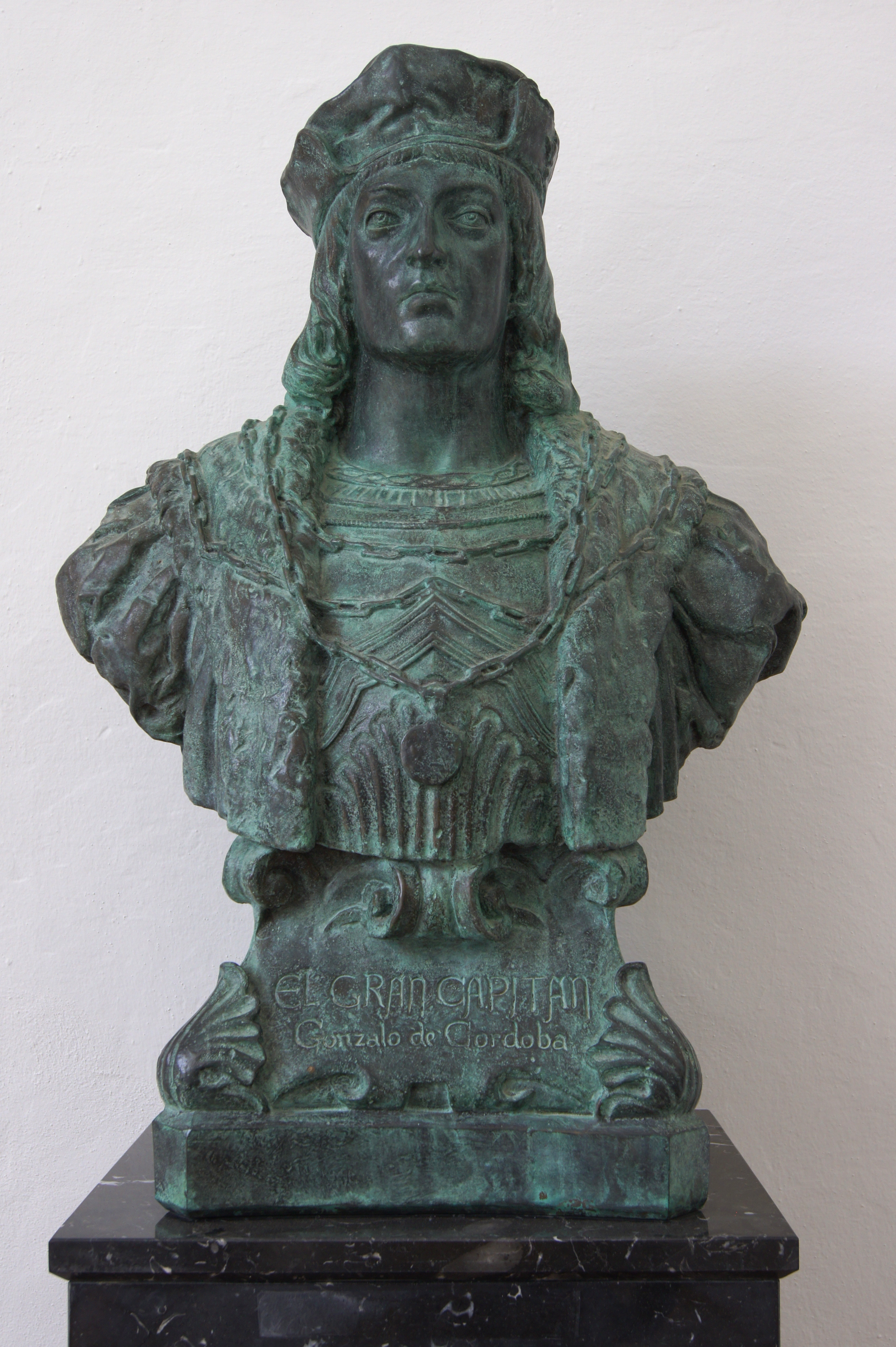
«Великий капитан» Гонсало Фернандес де Кордова (1453—1515)

## Герцоги де Терранова (Испания)
|                                       | Титул | Период                                |
| Креация создана Фердинандом Католиком | Креация создана Фердинандом Католиком | Креация создана Фердинандом Католиком |
| ------------------------------------- | --- | ------------------------------------- |
| I                                     | Гонсало Фернандес де Кордова и Энрикес де Агилар, 1-й герцог де Сесса, 1-й герцог де Терранова, 1-й герцог де Сантанджело, 1-й герцог де Андрия, 1-й герцог де Монтальто (1453—1515), сын Педро Фернандеса де Кордовы, 5-го сеньора де Агилара де ла Фронтера и де Прьего | 1502-1515                             |
| Креация восстановлена Альфонсо XIII   | |                                       |
| II                                    | Альфонсо Осорио де Москосо и Осорио де Москосо, 15-й герцог де Сома (25 мая 1857 — 24 ноября 1901), сын Фернандо Осорио де Москосо и Фернандес де Кордова (1815—1867), и Марии Эулалии Осорио де Москосо и Карвахаль, герцогини де Медина де лас Торрес (1834—1892)       | 1893-1901                             |
| III                                   | Мария Рафаэла Оссорио де Москосо и Лопес де Ансо, 14-я маркиза де Поса, 7-я графиня де Гарсиес (1893 — 15 октября 1985), вторая дочь предыдущего и Марии Изабель Лопес и Хименес де Эмбун (род. 1854)                                                                     | 1901-1985                             |
| IV                                    | Гонсало де ла Сьерва и Морено, 17-й маркиз де Поса, 3-й граф де Бальобар (род. 27 апреля 1961), старший сын Альфонсо де ла Сьерва и Осорио де Москосо, 16-го маркиза де Поса (1925—1968), и Имельды Морено и Артеага (род. 1933)                                          | 1985 — настоящее время                |